# Roaring Creek (Belize)
Roaring Creek ist ein Ort im Cayo District in Belize. 2010 hatte der Ort 1974 Einwohner in 449 Haushalten.

## Geographie
Roaring Creek ist ein westlicher Vorort der Hauptstadt Belmopan am George Price Highway. Der Ort ist benannt nach dem Roaring Creek, der nördlich des Ortes in den Belize River mündet. Nach Osten schließt sich Camelote an. Im Süden des Ortes gibt es eine Teak Plantation und das Zentrum  von Belize Bird Rescue. Auch das Messegelände der National Agriculture and Trade Show liegt zwischen Roaring Creek und Belmopan.
Im Norden schließt sich der Guanacaste National Park an.

## Religion
Im Ort gibt es zwei Grundschulen, die von der katholischen Kirche, beziehungsweise der Kirche des Nazareners betrieben werden.

## Klima
Das Klima ist tropisch heiß.